# Ulf Sand
Ulf Oscar Sand (* 22. Mai 1938 in Bærum; † 29. Dezember 2014 ebenda) war ein norwegischer Beamter und Politiker der Arbeiderpartiet (Ap). Zwischen März 1981 und Oktober 1972 sowie zwischen Oktober 1973 und Oktober 1977 war er Staatssekretär. Von Oktober 1979 bis Oktober 1981 war er der Finanzminister seines Landes.

## Leben
Sand besuchte von 1944 bis 1945 die erste Klasse einer Grundschule in Stockholm. Anschließend kehrte er in seine Heimatkommune Bærum zurück. Seine Schulzeit beendete er im Jahr 1957. In den Jahren 1959 bis 1963 studierte er Volkswirtschaftslehre für den öffentlichen Dienst an der Universität Oslo. Während seiner Studienzeit engagierte er sich in der Arbeiderpartiet und war 1960 Vorsitzender des Studentenverbands der Partei. Von 1964 bis 1966 arbeitete er für die Planungsabteilung des norwegischen Finanzministeriums. In den Jahren 1964 bis 1969 saß er zudem im Vorstand der Parteijugend Arbeidernes Ungdomsfylking (AUF). Sand begann 1966 seine Tätigkeit für den Gewerkschaftsverbund Landsorganisasjonen i Norge (LO).

### Staatssekretär
Von 1967 bis 1971 gehörte Sand dem Kommunalparlament von Bærum an. Am 19. März 1971 wurde er zum Staatssekretär im damaligen Lohn- und Preisministerium ernannt. Das Amt übte er unter Olav Gjærevoll bis zum 8. Mai 1972 aus. Anschließend wechselte er ins Verbraucher- und Verwaltungsministerium, wo er unter Ministerin Inger Louise Valle bis Oktober 1972 Staatssekretär blieb. Im Oktober 1973 wurde er erneut Staatssekretär in diesem Ministerium. Als solcher war er unter Odd Sagør und Annemarie Lorentzen bis Oktober 1977 im Einsatz.

### Minister und Behördenleiter
Nach seiner Zeit als Staatssekretär übernahm er beim Gewerkschaftsverbund LO die Leitung der Wirtschaftsabteilung. Am 8. Oktober 1979 wurde er als Nachfolger von Per Kleppe zum neuen Finanzminister in der Regierung Nordli ernannt. Im Februar 1981 führte er das Amt in der neu gebildeten Regierung Brundtland I weiter aus. Seine Amtszeit endete mit dem Abtritt der Regierung am 14. Oktober 1981.
Sand kehrte danach bis 1983 zu seinem Posten als Leiter der Wirtschaftsabteilung bei der LO zurück. Von 1983 bis 1986 war er der Direktor der Statens lånekasse for utdanning, der für die Verteilung von Studienförderungen zuständigen Behörde. Im Anschluss war er bis 2003 der Departementsråd, also der Generalsekretär im Kommunal- und Arbeitsministerium.